# Christine Spengler
Pour les articles homonymes, voir Spengler.
Christine Spengler, née en 1945 en Alsace, est une photographe et auteure française.

## Biographie

### Enfance et formation
À l’âge de 7 ans, après le divorce de ses parents, Christine Spengler est envoyée à Madrid chez ses oncle et tante, diplomates.
Au Tchad, à l’âge de 25 ans, avec le Nikon qu’elle emprunte à son frère Éric, elle découvre sa vocation en photographiant des combattants toubou armés de kalachnikovs partant au front main dans la main.
Durant toute sa carrière, elle capture des portraits souvent frontaux et réfute tout sensationnalisme à travers une photographie strictement en noir et blanc.
Elle couvre pour les agences Sipa Press, Associated Press et Corbis Sygma les soulèvements armés et les guerres en Irlande du Nord, au Vietnam, au Cambodge (1974), au Sahara occidental (1976/1979), au Salvador (1980), au Nicaragua (1981), au Liban (1982), au Kosovo, en Afghanistan (1997), en Irak (2003).
En 2020, elle expose « Women war photographers » au Museum Kunstpalast à Düsseldorf en Allemagne, « Fotografinnen an der Front » au Winterthur Fotomuseum (en) à Winterthur en Suisse.

## Distinctions et récompenses
Christine Spengler a gagné de nombreux prix pour son travail de reporter, notamment le prix SCAM (Paris) pour son travail sur les femmes dans la guerre en 1998.
Elle est élue « Femme de l'année » à Bruxelles en 1998.
- Chevalier de l'ordre des Arts et des Lettres (2006)[5]
- Chevalier de la Légion d'honneur (2009)[6]

## Œuvres
- Christine Spengler, textes de Marguerite Duras, choisis par Joëlle Pagès-Pindon et préface de Fanny Ardant (préf. de Fanny Ardant), Série indochinoise : hommage à Marguerite Duras, Cherche midi, 2017, 72 p. (ISBN 978-2-7491-5719-1, OCLC on1012304350, lire en ligne)
- Christine Spengler, L'Opéra du monde, Cherche midi, 2016, 168 p. (ISBN 978-2-7491-4984-4)
- Christine Spengler, Années de guerre, 1970 - 2002, Marval, 2003 (ISBN 978-2-86234-356-3)
- Christine Spengler, avec 11 calligraphies de Christian Lacroix, Vierges et toreros, Marval, 2003, 112 p.
- Christine Spengler, Une femme dans la guerre, Ramsay/de Cortanze, 1991 (ISBN 978-2-85956-917-4)

## Expositions
- 1979 à 1989 : Canon Gallery, Zurich, Suisse
- 1979 à 1989 : Caixa de Pensiones, Barcelone, Espagne, « Une femme dans la guerre »
- 1979 à 1989 : Canon Gallery, Amsterdam, Pays-Bas
- 1983 : Musée d'Art moderne de la ville de Paris, audiovisuel
- 1983 : Canon Gallery, Barcelone, Espagne
- 1985 : Rencontres internationales de la photographie, Arles, « Le deuil d'Éric »
- 1987 : Canon Gallery, Paris « Sahara interdit »
- 1987 à 1989 : Rencontres internationales de la photographie, Arles, « Vierges et Toreros »
- 1988 : Mercado de Toledo, Madrid, Espagne, « Toreros, Toreros »
- 1988 : Fnac-Montparnasse, Paris, « La femme en Iran »
- 1988 : Musée de l'Élysée, Lausanne, Suisse, « Christine Spengler, 15 ans dans la guerre »
- 1988 : Canon Gallery, Amsterdam, Pays-Bas, « Une femme dans la guerre »
- 1989 : Turin, Italie, « Des enfants dans la guerre »
- 1991 : Espace photographique, Paris, « De la guerre et du rêve »
- 20 février - 15 avril 2001 : Vocation reporter : Henri Cartier-Bresson, Raph Gatti, Christine Spengler, Théâtre de la Photographie et de l'Image, Nice.
- 2001 : La Palma, Canaries, « Femmes dans la guerre »
- 2002 : Encontros da Imagen, Braga, Portugal, « Autoportraits d'une correspondante de guerre »
- 2010 : Espace Cardin, Paris, « Ibiza et Formentera éternelles - La sérénité retrouvée »
- 2016 : Maison européenne de la photographie, Paris, « L'Opéra du Monde »
- 2017 : Mairie du 6e arrondissement de Paris, « Série indochinoise - Hommage à Marguerite Duras »
- 2017 : Festival Incadaqués, invitée d'honneur du premier Festival de la photo de Cadaqués, « Hommage à Dali »
- 2018 : Galerie des Femmes, Paris, « Femmes combattantes »
- 2018 : Espace Philippe Artidor, galerie Vues d'ici, Duras, « Une femme dans la guerre » et « Série indochinoise - Hommage à Marguerite Duras »
- 2019 : Musée de la Photographie Charles Nègre - Nice, « L'Opéra du Monde »
- 2020 : Kunst Palast - Düsseldorf - Allemagne, « Women war photographers - From Lee Miller to Anja Niedringhaus »
- 2020 : Fotomuseum Winterthur, Winterthur, Suisse, « Fotografinnen an der front - Von Lee Miller bis Anja Niedringhaus »
- 2020 : Abbaye des Dames, Forum mondial Normandie pour la paix, Caen, « L'espoir au milieu des ruines »
- 2020 : Marraine du troisième festival photo, « Les femmes s'exposent », Houlgate
- 2021 : Galerie Belle Rive, Ouistreham, « Duelles », avec Orlan, Karine Saporta et Delphine Diall
- 2022 : Musée de la Libération de Paris, Paris, Femmes photographes de guerre, de Lee Miller à Anja Niedringhaus[7]
- 2022 : XVIIIe édition des Promenades photographiques, Vendôme, manège Rochambeau, « Mon paysage intérieur »
- 2022 : Fisheye Gallery, Arles, « Vierges et Toreros »
- 2023 : Maison Guerlain, Paris, exposition collective « Chère Eugénie »
- 2023 : Couvent des Minimes, Perpignan, exposition collective « Le monde sous nos yeux »
- 2023 : Tête d'affiche du « XIIe Printemps photographique de Pomerol »
- 2023 : SCAM, Paris, Projection du film de Philippe Vallois, « Les guerres de Christine S. »
- 2023 : Fotomuseum den Haag, La Haye, Pays Bas, « Women on the Front Line – Photography from Lee Miller to Anja Niedringhaus »
- 2024 : Galerie L'Œil bleu, Paris, France, « Ombre et Lumière »
- 2024 : Musée Sosoro, Photo Phnom Penh Festival, Cambodge, « Retrospective » Musée Sosoro